# GAC Toyota
GAC Toyota (кит. 广汽丰田汽车有限公司) — совместное предприятие GAC Group и Toyota, выпускающее автомобили Toyota для китайского рынка. Основано 1 сентября 2004 года.
По состоянию на 2009 год производственная мощность компании в районе Наньша составляла 320 001 единицу в год, и была установлена целевая производственная мощность в 500 000 единиц, которая к настоящему времени, возможно, достигнута. В таких цифрах двигатели и транспортные средства в целом могут рассматриваться отдельно.

## История
Компания GAC Toyota основана в 2004 году под названием Guangzhou Toyota. Производство автомобилей началось в мае 2006 года. Первой моделью компании стала Toyota Camry на базе Toyota Aurion. В мае 2008 года началось производство автомобиля Toyota Yaris, через год началось производство Toyota Highlander, в апреле 2010 года — Camry Hybrid, в июне 2011 года — E’Z, а в июле 2014 года — Levin. В декабре 2008 года компания Guangzhou Toyota была переименована в GAC Toyota.

## Дочерняя компания
- GAC Toyota Engine Co., Ltd. (GTE)[7]

## Выпускаемые автомобили
- 2022 GAC Toyota bZ4X (广汽丰田bZ4X)
- 2018 GAC Toyota Camry (广汽丰田凯美瑞)
- 2018 GAC Toyota C-HR (广汽丰田C-HR)
- 2021 GAC Toyota Frontlander (广汽丰田锋兰达)
- 2019 GAC Toyota Levin (广汽丰田雷凌)
- 2021 GAC Toyota Levin GT (广汽丰田凌尚)
- 2019 GAC Toyota Levin Hybrid (广汽丰田雷凌双擎)
- 2018 GAC Toyota Levin Plug-in Hybrid (广汽丰田雷凌双擎E)
- 2021 GAC Toyota Sienna (广汽丰田赛那)
- 2020 GAC Toyota Highlander (广汽丰田汉兰达)
- 2021 GAC Toyota Venza (广汽丰田威飒)
- 2019 GAC Toyota Wildlander (广汽丰田威兰达)
- 2013 GAC Toyota Yaris L (广汽丰田致炫L)
- 2016 GAC Toyota Yaris L Sedan (广汽丰田致享L)

## Выпускаемые импортные автомобили
- 2015 Toyota Alphard AH30 (丰埃尔法埃尔法AH30)

## Модели, снятые с производства
- 2006—2009 Guangzhou-Toyota Camry (广汽TOYOTA凯美瑞)
- 2009—2013 Guangzhou-Toyota Camry (广汽TOYOTA凯美瑞)
- 2011—2014 广汽TOYOTA凯美瑞 (Guangzhou-Toyota Camry)
- 2012—2014 Guangzhou-Toyota Camry Hybrid (广汽TOYOTA凯美瑞尊瑞HEV)
- 2015—2017 Guangzhou-Toyota Camry (广汽TOYOTA凯美瑞)
- 2011—2018 Guangzhou-Toyota E'Z (广汽TOYOTA逸致)
- 2009—2012 Guangzhou-Toyota Highlander (广汽TOYOTA汉兰达)
- 2012—2015 Guangzhou-Toyota Highlander (广汽TOYOTA汉兰达)
- 2015—2020 GAC Toyota Highlander (广汽丰田汉兰达)
- 2014—2019 Guangzhou-Toyota Levin (广汽TOYOTA雷凌)
- 2008—2010 Guangzhou-Toyota Yaris (广汽TOYOTA雅力士)
- 2010—2013 Guangzhou-Toyota Yaris (广汽TOYOTA雅力士)

## Импортные модели, снятые с производства
- 2007—2009 Toyota Highlander XU40 (丰田汉兰达XU40)
- 2010—2015 Toyota Alphard AH20 (丰田埃尔法AH20)
- 2007—2013 Toyota FJ Cruiser (丰田FJ酷路泽)
- 2013 Toyota Venza (丰田威飒)